# Danh sách thiết giáp hạm của Ý

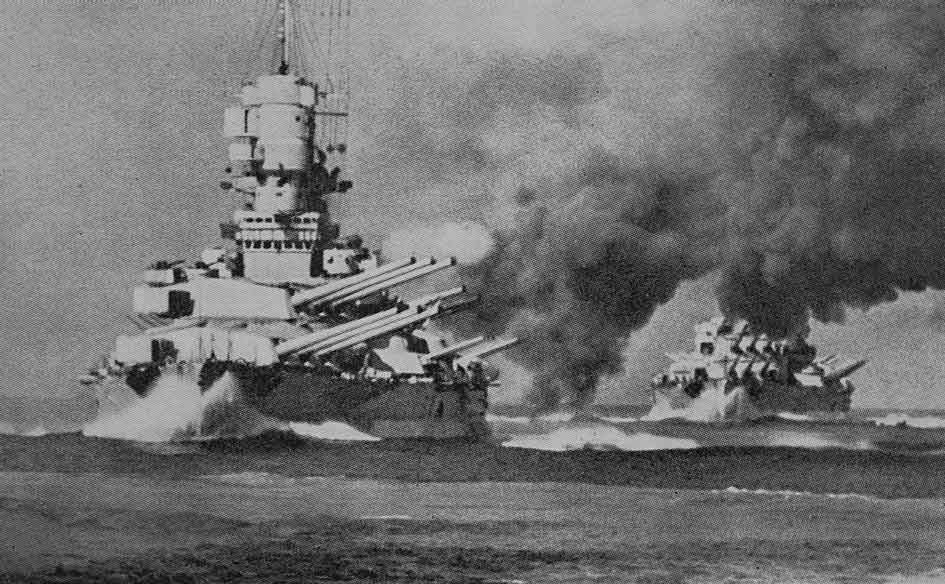
Thiết giáp hạm Vittorio Veneto và Littorio của Hải quân Hoàng gia Ý trong một buổi tập trận ở Địa Trung Hải, năm 1940.

Bắt đầu từ những năm 1890, Hải quân Hoàng gia Ý (Regia Marina) đã cho tiến hành đóng một loạt các thiết giáp hạm hiện đại. Đặc điểm thiết kế chung của các thế hệ thiết giáp hạm đầu tiên của họ là kích thước nhỏ, đai giáp mỏng và có tốc độ cao hơn so với các thiết kế của quốc gia khác đương thời. Thiết kế thiết giáp hạm tiền-dreadnought đầu tiên, lớp Ammiraglio di Saint Bon, bị giới hạn đáng kể do ngân sách bị chính phủ Ý và các cơ quan lập pháp chèn ép gắt gao. Lớp tàu này được đặt theo tên của Đô đốc Simone de Pacoret Saint Bon - Bộ trưởng Bộ Hải quân Ý vào thời điểm đó, và thiết kế này cũng chịu ảnh hưởng không nhỏ từ Benedetto Brin, người sẽ kế nhiệm chức vụ Bộ trưởng sau khi di Saint Bon qua đời. Brin đã thiết kế cặp thiết giáp hạm tiếp theo, lớp Regina Margherita, có kích thước lớn hơn so với lớp trước. Regina Margherita được ra đời để đối phó với lớp thiết giáp hạm Habsburg của Áo-Hung đang được chế tạo khi đó, và Brin đã qua đời trong quá trình đóng lớp tàu này. Đô đốc Vittorio Cuniberti chịu trách nhiệm thiết kế lớp thiết giáp hạm tiền-dreadnought cỡ nhỏ tiếp theo là Regina Elena, lớp thiết giáp hạm nhanh nhất thế giới vào thời điểm chúng được hoàn thành. Tất cả những con tàu này đều đã phục vụ trong Chiến tranh Ý-Ottoman năm 1911–1912 với nhiệm vụ chính là cung cấp hỏa lực hải pháo hỗ trợ cho lực lượng bộ binh Ý, vì phần lớn Hải quân Ottoman chỉ đóng quân ở cảng.
Vào thời điểm lớp Regina Elenas đang được đóng vào đầu những năm 1900, Hải quân Hoàng gia Anh đã hoàn thành thiết giáp hạm HMS Dreadnought, một thiết kế mang tính cách mạng khiến tất cả các thiết giáp hạm trước đấy trở nên lỗi thời. Nhận ra tầm quan trọng của thiết giáp hạm dreadnought kiểu mới, Chuẩn Đô đốc Edoardo Masdea đã cho ra đời thiết giáp hạm dreadnought đầu tiên của Ý, Dante Alighieri, và Hải quân Ý đã cho thiết kế thêm hai lớp thiết giáp hạm mới tương tự là lớp Conte di Cavour và Duilio. Sáu chiếc dreadnought này đã giúp hình thành lên lực lượng nòng cốt quan trọng cho Hải quân Hoàng gia Ý trong Chiến tranh Thế giới thứ nhất, dù bốn chiếc tiếp theo của lớp Francesco Caracciolo đã bị hủy đóng. Do Hải quân Ý không muốn mạo hiểm tung ra các tàu chủ lực của họ vào các cuộc giao tranh lớn, cộng với sự cẩn trọng của lực lượng hải quân đối phương là Hải quân Áo-Hung, nên toàn bộ các thiết giáp hạm dreadnought của Ý đã không có cơ hội để tham gia chiến đấu. Tuy nhiên, thiết giáp hạm Leonardo da Vinci đã bị phá hủy sau một vụ nổ hầm đạn vào tháng 8 năm 1916. Thiết giáp hạm tiền-dreadnought Benedetto Brin cũng bị phá hủy bởi một vụ nổ vào tháng 9 năm 1915, và chiếc Regina Margherita bị chìm vào tháng 12 năm 1916 do trúng hai quả thủy lôi của Đức. Những chiếc còn lại của lớp Ammiraglio di Saint Bon và Regina Elena được tháo dỡ sau khi chiến tranh kết thúc.
Vào giai đoạn giữa hai cuộc chiến, Hải quân Ý, cũng như các cường quốc hải quân khác, đã bị Hiệp ước Hải quân Washington giới hạn đáng kể, Người Ý và Pháp chỉ được phép đóng tổng cộng tối đa 71.000 tấn tổng trọng lượng choán nước cho tàu chủ lực; nhưng bên Ý đã không đóng bất kỳ thiết giáp hạm mới nào trong những năm 1920 do vấn đề về ngân sách và không muốn tạo ra một cuộc chạy đua vũ trang với người Pháp. Những hạn chế về tài chính này cũng buộc Hải quân Ý phải tháo dỡ chiếc Dante Alighieri vào năm 1928. Vào đầu những năm 1930, người Ý liên tục vi phạm các điều khoản được ký kết, dẫn đến sự ra đời của bốn thiết giáp hạm lớp Littorio. Hai chiếc được hoàn thành vào giai đoạn đầu của Chiến tranh Thế giới thứ hai, và được sử dụng triệt để cho các chiến dịch đánh chặn ở Địa Trung Hải cũng như hộ tống các đoàn vận tải tiếp tế tới mặt trận Bắc Phi. Chiếc thứ ba của lớp, Roma, được hoàn thành vào năm 1942, nhưng bị đánh chìm vào tháng 9 năm 1943 bởi hai quả bom bom thông minh Fritz X của Đức Quốc Xã khi con tàu đang rút chạy về Malta để đầu hàng người Anh. Chiếc thứ tư, Impero, sau khi bị người Ý cho ngừng đóng, đã bị máy bay Mỹ ném bom đánh chìm và được tháo dỡ sau khi chiến tranh kết thúc. Hai chiếc còn lại, Littorio và Vittorio Veneto, đã đầu hàng quân Đồng Minh vào năm 1943 và được trả lại cho Ý để tháo dỡ. Trong số hai chiếc sống sót của lớp Conte di Cavour, Conte di Cavour bị tháo dỡ sau chiến tranh và Giulio Cesare được chuyển giao cho Liên Xô như một chiến lợi phẩm. Toàn bộ hai chiếc lớp Duilio sống sót qua chiến tranh và tiếp tục phục vụ trong Hải quân Ý tới giữa những năm 1950 với vai trò là tàu huấn luyện, trước khi được xuất biên chế để đem đi tháo dỡ vào đầu năm 1960.

## Từ khóa chính
| Vũ khí               | Số lượng và loại pháo chính                                   |
| Giáp                 | Độ dày của đai giáp                                           |
| Trọng tải choán nước | Mức choán nước khi đầy tải                                    |
| Động cơ đẩy          | Số lượng trục, loại hệ thống đẩy và vận tốc tối đa            |
| Hoạt động            | Thời gian bắt đầu việc đóng, nhập biên chế và kết cục của tàu |
| Đặt lườn             | Ngày sống thuyền bắt đầu được lắp đặt                         |
| Nhập biên chế        | Ngày con tàu được nhập biên chế chính thức                    |

## Thiết giáp hạm tiền-dreadnought

### LớpAmmiraglio di Saint Bon

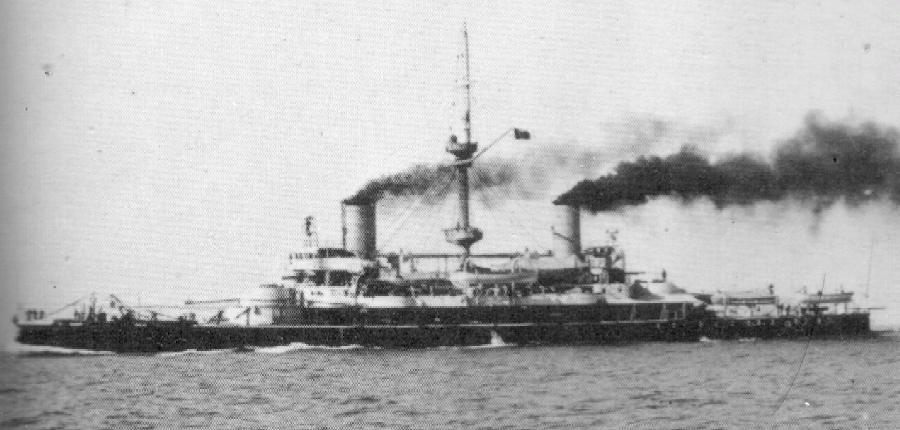
Thiết giáp hạm Ammiraglio di Saint Bon

Là lớp thiết giáp hạm hiện đại đầu tiên của Hải quân Hoàng gia Ý, Ammiraglio di Saint Bon có kích thước nhỏ hơn so với các lớp tàu khác đương thời do những áp đặt của chính phủ Ý và sự do dự của Ủy ban Thiết kế của Hải quân về việc nên đóng loại thiết giáp hạm như thế nào. Lớp tàu được thiết kế dưới sự giám sát của Đô đốc Simone di Pacoret Saint Bon và Benedetto Brin. Cuối cùng, kích thước khá nhỏ, hệ thống pháo chính yếu và tốc độ chậm, đã khiến chúng được đánh giá là những con tàu chủ lực kém hiệu quả, vì chúng không đủ mạnh để giao chiến với các thiết giáp hạm đối phương, và quá chậm để theo kịp các đội tuần dương hạm.
Cả hai tàu của lớp đã góp mặt trong Chiến tranh Ý-Ottoman trong năm 1911-1912. Chúng làm nhiệm vụ cung cấp hỏa lực hỗ trợ cho các chiến dịch tiến công của quân đội Ý ở Bắc Phi và đảo Rhodes, nhưng không có cơ hội giao chiến với hạm đội của Ottoman. Vào giai đoạn đầu của Chiến tranh Thế giới thứ nhất, chúng được giữ lại ở Venezia và trải qua cuộc chiến với vai trò pháo đài bảo vệ cảng tại đó. Cả hai chiếc đều bị loại biên chế sau cuộc chiến và được đưa đi tháo dỡ vào năm 1920.
| Tên tàu                 | Vũ khí chính              | Giáp            | Trọng tải choán nước      | Động cơ đẩy                                                                                               | Hoạt động           | Hoạt động           | Hoạt động        |
| Tên tàu                 | Vũ khí chính              | Giáp            | Trọng tải choán nước      | Động cơ đẩy                                                                                               | Đặt lườn            | Nhập biên chế       | Số phận          |
| ----------------------- | ------------------------- | --------------- | ------------------------- | --- | ------------------- | ------------------- | ---------------- |
| Ammiraglio di Saint Bon | 2 × 2 pháo 254 mm (10 in) | 9,8 in (249 mm) | 10.531 tấn Anh (10.700 t) | 2 trục chân vịt, 2 động cơ hơi nước ba buồng bành trướng, 14.000 ihp (10.400 kW), 18 kn (33 km/h; 21 mph) | 18 tháng 7 năm 1893 | 24 tháng 5 năm 1901 | Bị tháo dỡ, 1920 |
| Emanuele Filiberto      | 2 × 2 pháo 254 mm (10 in) | 9,8 in (249 mm) | 9.940 tấn Anh (10.100 t)  | 2 trục chân vịt, 2 động cơ hơi nước ba buồng bành trướng, 14.000 ihp (10.400 kW), 18 kn (33 km/h; 21 mph) | 5 tháng 10 năm 1893 | 16 tháng 4 năm 1902 | Bị tháo dỡ, 1920 |

### LớpRegina Margherita

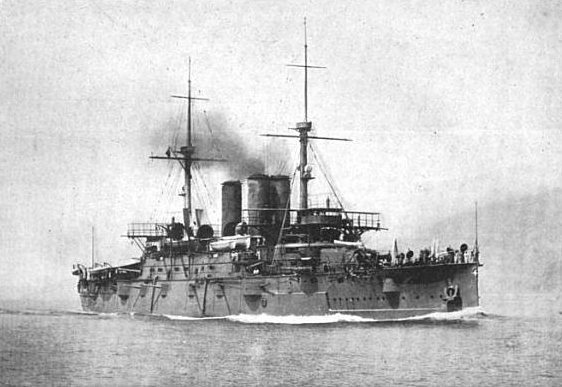
Thiết giáp hạm Regina Margherita trong một đợt thử máy vào năm 1904

Những mặt hạn chế của lớp thiết giáp hạm Ammiraglio di Saint Bon đã thuyết phục các kĩ sư của Hải quân Ý, dưới sự giám sát của Benedetto Brin, đi đến việc chế tạo thêm một lớp thiết giáp hạm mới lớn mạnh hơn để có thể cạnh tranh với các thiết giáp hạm của nước ngoài. Được thiết kế để đối phó với lớp thiết giáp hạm Habsburg của Đế quốc Áo-Hung, Regina Margherita được trang bị pháo 305 mm (12 in), sau trở thành cỡ pháo tiêu chuẩn của hầu hết các lớp thiết giáp hạm tiền-dreadnought thời đó, và hệ thống giáp của các tàu được tối giản hóa để giúp các tàu đạt được tốc độ di chuyển cao. Brin qua đời trong khi quá trình xây dựng vẫn đang được thực thi, và Hải quân Ý đã quyết định dùng tên của Brin để đặt tên một con tàu của lớp này nhằm vinh danh ông.
Sau khi được biên chế vào Hải đoàn 3 cùng với các tàu lớp Ammiraglio di Saint Bon, Regina Margherita và Benedetto Brin được điều động vào cuộc chiến giữa Ý và Ottoman 1911-1912. Benedetto Brin tham gia hỗ trợ cuộc tấn công ở Tripoli vào tháng 10 năm 1911, và cả hai tàu đều góp mặt vào chiến dịch đánh chiếm đảo Rhodes ở phía đông Biển Aegea. Lớp Regina Margherita nhanh chóng bị lỗi thời khi Chiến tranh Thế giới thứ nhất bùng nổ nên chúng được sử dụng để làm tàu huấn luyện. Benedetto Brin chìm tại Brindisi do một vụ nổ không rõ nguyên nhân vào tháng 9 năm 1915, và Regina Margherita chìm vào tháng 12 năm 1916 do trúng thủy lôi của Đức.
| Tên tàu           | Vũ khí chính              | Giáp          | Trọng tải choán nước      | Động cơ đẩy                                                                                               | Hoat động            | Hoat động           | Hoat động                                        |
| Tên tàu           | Vũ khí chính              | Giáp          | Trọng tải choán nước      | Động cơ đẩy                                                                                               | Đặt lườn             | Nhập biên chế       | Số phận                                          |
| ----------------- | ------------------------- | ------------- | ------------------------- | --- | -------------------- | ------------------- | ------------------------------------------------ |
| Regina Margherita | 2 × 2 pháo 305 mm (12 in) | 152 mm (6 in) | 14.093 tấn Anh (14.319 t) | 2 trục chân vịt, 2 động cơ hơi nước ba buồng bành trướng, 20.000 ihp (15.000 kW), 20 kn (37 km/h; 23 mph) | 20 tháng 11 năm 1898 | 14 tháng 4 năm 1904 | Chìm do trúng thủy lôi Đức, 11 tháng 12 năm 1916 |
| Benedetto Brin    | 2 × 2 pháo 305 mm (12 in) | 152 mm (6 in) | 14.737 tấn Anh (14.973 t) | 2 trục chân vịt, 2 động cơ hơi nước ba buồng bành trướng, 20.000 ihp (15.000 kW), 20 kn (37 km/h; 23 mph) | 30 tháng 1 năm 1899  | 1 tháng 9 năm 1905  | Chìm không rõ nguyên nhân, 27 tháng 9 năm 1915   |

### LớpRegina Elena

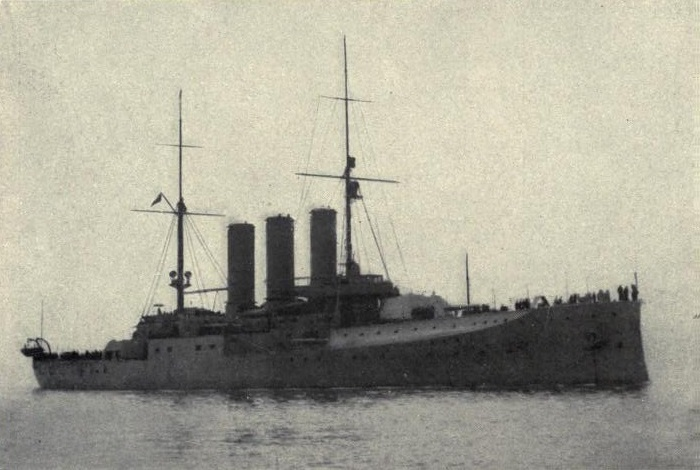
Thiết giáp hạm Regina Elena

Là lớp thiết giáp hạm tiền-dreadnought cuối cùng của Ý, Regina Elena được thiết kế bởi kiến trúc sư hải quân Vittorio Cuniberti. Lớp này đã thay thế hai khẩu pháo 305 mm bằng một dàn pháo hạng hai mạnh mẽ gồm 12 khẩu pháo 203 mm (8 in). Tốc độ di chuyển của ớp Regina Elena được ghi nhận là nhanh nhất so với bất kỳ thiết giáp hạm nào được chế tạo sau đó, bao gồm cả chiếc HMS Dreadnought chạy bằng tua-bin của Hải quân Hoàng gia Anh, và giúp chúng có đủ khả năng để giao chiến với các lớp tuần dương hạm đương thời.
Cả bốn tàu của lớp được biên chế vào Hải đoàn 1 của Hải quân Hoàng gia Ý trong chiến tranh Ý-Ottoman, và là nhân tố quan trọng cho các chiến dịch của Ý ở Bắc Phi và phía đông Địa Trung Hải. Trong Chiến tranh Thế giới thứ nhất, những con tàu này đóng quân ở Brindisi, Taranto, và Vlorë; nhưng không tham gia bất kỳ trận đánh nào do các chính sách hạm đội thận trọng của cả Hải quân Ý và Hải quân Áo-Hung. Chúng được giữ lại trong biến chế một vài năm sau khi chiến tranh kết thúc và lần lượt được đem đi tháo dỡ không lâu sau đó.
| Tên tàu           | Vũ khí chính              | Giáp            | Trọng tải choán nước      | Động cơ đẩy                                                                                               | Hoạt động            | Hoạt động            | Hoạt động     |
| Tên tàu           | Vũ khí chính              | Giáp            | Trọng tải choán nước      | Động cơ đẩy                                                                                               | Đặt lườn             | Nhập biên chế        | Số phận       |
| ----------------- | ------------------------- | --------------- | ------------------------- | --- | -------------------- | -------------------- | ------------- |
| Regina Elena      | 2 × 1 pháo 305 mm (12 in) | 9,8 in (249 mm) | 13.914 tấn Anh (14.137 t) | 2 trục chân vịt, 2 động cơ hơi nước ba buồng bành trướng, 20.000 ihp (15.000 kW), 22 kn (41 km/h; 25 mph) | 27 tháng 3 năm 1901  | 11 tháng 9 năm 1907  | Tháo dỡ, 1923 |
| Vittorio Emanuele | 2 × 1 pháo 305 mm (12 in) | 9,8 in (249 mm) | 13.914 tấn Anh (14.137 t) | 2 trục chân vịt, 2 động cơ hơi nước ba buồng bành trướng, 20.000 ihp (15.000 kW), 22 kn (41 km/h; 25 mph) | 18 tháng 9 năm 1901  | 1 tháng 8 năm 1908   | Tháo dỡ, 1923 |
| Roma              | 2 × 1 pháo 305 mm (12 in) | 9,8 in (249 mm) | 13.914 tấn Anh (14.137 t) | 2 trục chân vịt, 2 động cơ hơi nước ba buồng bành trướng, 20.000 ihp (15.000 kW), 22 kn (41 km/h; 25 mph) | 20 tháng 9 năm 1903  | 17 tháng 12 năm 1908 | Tháo dỡ, 1927 |
| Napoli            | 2 × 1 pháo 305 mm (12 in) | 9,8 in (249 mm) | 13.914 tấn Anh (14.137 t) | 2 trục chân vịt, 2 động cơ hơi nước ba buồng bành trướng, 20.000 ihp (15.000 kW), 22 kn (41 km/h; 25 mph) | 21 tháng 10 năm 1903 | 1 tháng 9 năm 1908   | Tháo dỡ, 1926 |

## Thiết giáp hạm dreadnought

### Dante Alighieri

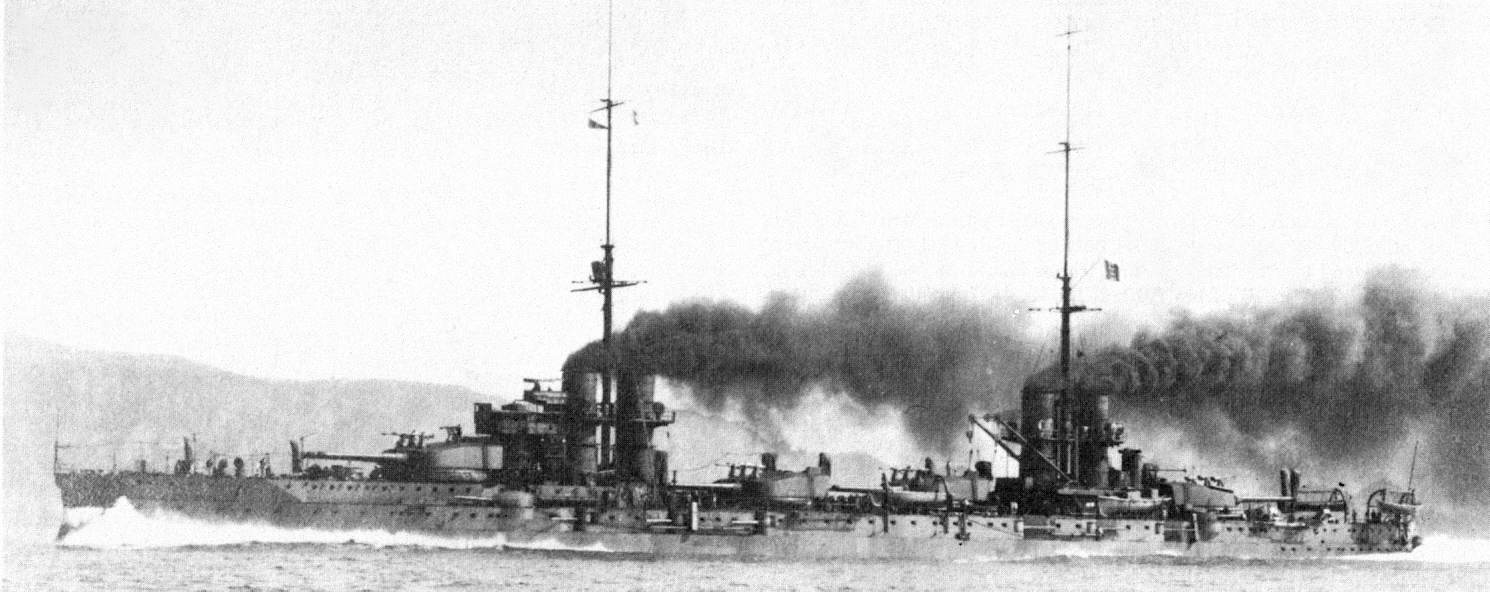
Thiết giáp hạm Dante Alighieri vào năm 1914

Được thiết kế bởi Chuẩn Đô đốc Edoardo Masdea, Dante Alighieri là thiết giáp hạm dreadnought đầu tiên của Hải quân Hoàng gia Ý, và được lắp đặt bốn tháp pháo 305 mm (12 in) ba nòng dọc theo trung tuyến của tàu. Hỏa lực mạnh mẽ của Dante Alighieri được dựa trên ý tưởng của Cuniberti trước đó, và giúp nó vượt mặt toàn bộ các lớp thiết giáp hạm dreadnought đời đầu của người Anh, vốn chỉ có tổng cộng tám khẩu pháo so với 12 khẩu của Dante Alighieri. Dante Alighieri cũng là thiết giáp hạm đầu tiên trên thế giới được lắp đặt tháp pháo chính ba nòng, mặc dù được hoàn thành sau thiết giáp hạm SMS Viribus Unitis của Áo-Hung.
Quãng thời gian hoạt động của tàu không đáng kể. Vào thời điểm diễn ra Chiến tranh Thế giới thứ nhất, Dante Alighieri là soái hạm của Hải chiến đoàn số 1, có căn cứ ở Taranto. Do sự thận trọng của người Ý, Dante Alighieri và các thiết giáp hạm khác đã không tham gia bất kỳ trận đánh nào. Vấn đề về kinh tế thời hậu chiến đã buộc Hải quân Ý phải tháo dỡ con tàu để cắt giảm ngân sách chi tiêu. Dante Alighieri được loại biên chế vào ngày 1 tháng 7 năm 1928 để đem đi tháo dỡ.
| Tên tàu         | Vũ khí chính              | Giáp           | Trọng tải choán nước      | Động cơ đẩy                                                                                   | Hoạt động          | Hoạt động           | Hoạt động     |
| Tên tàu         | Vũ khí chính              | Giáp           | Trọng tải choán nước      | Động cơ đẩy                                                                                   | Đặt lườn           | Nhập biên chế       | Số phận       |
| --------------- | ------------------------- | -------------- | ------------------------- | --------------------------------------------------------------------------------------------- | ------------------ | ------------------- | ------------- |
| Dante Alighieri | 4 × 3 pháo 305 mm (12 in) | 254 mm (10 in) | 21.600 tấn Anh (21.947 t) | 4 trục chân vịt, 4 động cơ hơi nước, 32.190 shp (24.000 kW), 22,83 kn (42,28 km/h; 26,27 mph) | 6 tháng 6 năm 1909 | 15 tháng 1 năm 1913 | Tháo dỡ, 1928 |

### LớpConte di Cavour

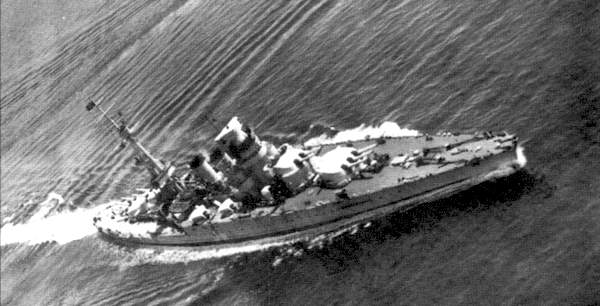
Thiết giáp hạm Conte di Cavour sau hiện đại hóa

Để đối phó với lớp thiết giáp hạm Courbet của Pháp, người Ý đã cho đóng lớp thiết giáp hạm Conte di Cavour - thế hệ thiết giáp hạm dreadnought thứ hai và tiếp tục được thiết kế bởi Edoardo Masdea. Đây là một bản nâng cấp chỉnh sửa đáng kể của Dante Alighieri, với cải tiến quan trọng nhất là tái bố trí hệ thống pháo chính một cách hiệu quả hơn. Hai tháp pháo hai nòng xếp phía sau và nâng lên cao so tháp pháo ba nòng ở hai đầu tàu, và tháp ba nòng thứ ba được đặt ở giữa tàu. Toàn bộ năm tháp pháo đều có thể xoay ngang và bắn đồng thời ở cùng một mạn, và góc bắn của các tháp pháo đã được cải thiện đáng kể.
Cả ba con tàu của lớp đều không đóng góp được nhiều trong Chiến tranh Thế giới thứ nhất. Vào đêm ngày 2/3 tháng 8 năm 1916, Leonardo da Vinci bất ngờ phát nổ và chìm khi đang neo đậu trong cảng. Con tàu được trục vớt vào năm 1919; hải quân Ý dự tính sẽ sửa chữa và hiện đại hóa nó, nhưng vì không đủ kinh phí, nên Leonardo da Vinci được bán để tháo dỡ vào năm 1923. Hai chiếc còn lại, Conte di Cavour và Giulio Cesare, được hiện đại hóa mạnh mẽ vào giữa những năm 1930 và góp mặt vào Chiến tranh Thế giới thứ hai. Vào đêm ngày 11/12 tháng 11 năm 1940, cả hai tàu bị máy bay phóng lôi của Anh tấn công khi đang neo đậu ở Taranto. Conte di Cavour bị hư hại nặng trong cuộc không kích, và việc sửa chữa vẫn chưa được hoàn thành khi Ý đầu hàng Đồng Minh vào tháng 9 năm 1943. Giulio Cesare sống sót qua cuộc tấn công, và tham chiến vào trận đánh ở Mũi Spartivento trong tháng 11 năm 1940 và trận Sirte lần một vào tháng 12 năm 1941. Sau chiến tranh, Conte di Cavour được tháo dỡ, và Giulio Cesare được chuyển giao cho Liên Xô như một chiến lợi phẩm. Giulio Cesare được đổi tên thành Novorossiysk, và chìm vào tháng 10 năm 1955 sau khi đâm trúng một quả thủy lôi của Đức còn sót lại sau Chiến tranh Thế giới thứ hai. Xác tàu được trục vớt vào năm 1957 để đem đi tháo dỡ.
| Tên tàu           | Vũ khí chính                          | Giáp           | Trọng tải choán nước      | Động cơ đẩy                                                                                   | Hoạt động           | Hoạt động           | Hoạt động                                                                 |
| Tên tàu           | Vũ khí chính                          | Giáp           | Trọng tải choán nước      | Động cơ đẩy                                                                                   | Đặt lườn            | Nhập biên chế       | Số phận                                                                   |
| ----------------- | ------------------------------------- | -------------- | ------------------------- | --------------------------------------------------------------------------------------------- | ------------------- | ------------------- | ------------------------------------------------------------------------- |
| Conte di Cavour   | 13 pháo (2 × 3, 2 × 2) 305 mm (12 in) | 254 mm (10 in) | 24.250 tấn Anh (24.639 t) | 4 trục chân vịt, 4 động cơ hơi nước, 31.278 shp (23.324 kW), 22,2 kn (41,1 km/h; 25,5 mph)    | 10 tháng 8 năm 1910 | 1 tháng 4 năm 1915  | Tháo dỡ, 1946                                                             |
| Giulio Cesare     | 13 pháo (2 × 3, 2 × 2) 305 mm (12 in) | 254 mm (10 in) | 24.801 tấn Anh (25.199 t) | 4 trục chân vịt, 4 động cơ hơi nước, 30.700 shp (22.900 kW), 21,56 kn (39,93 km/h; 24,81 mph) | 24 tháng 6 năm 1910 | 14 tháng 5 năm 1914 | Chuyển giao cho Liên Xô vào năm 1948, chìm do trúng thủy lôi vào năm 1955 |
| Leonardo da Vinci | 13 pháo (2 × 3, 2 × 2) 305 mm (12 in) | 254 mm (10 in) | 24.677 tấn Anh (25.073 t) | 4 trục chân vịt, 4 động cơ hơi nước, 32.300 shp (24.100 kW), 21,6 kn (40,0 km/h; 24,9 mph)    | 18 tháng 7 năm 1910 | 17 tháng 5 năm 1914 | Chìm không rõ nguyên nhân, 1916                                           |

### LớpDuilio

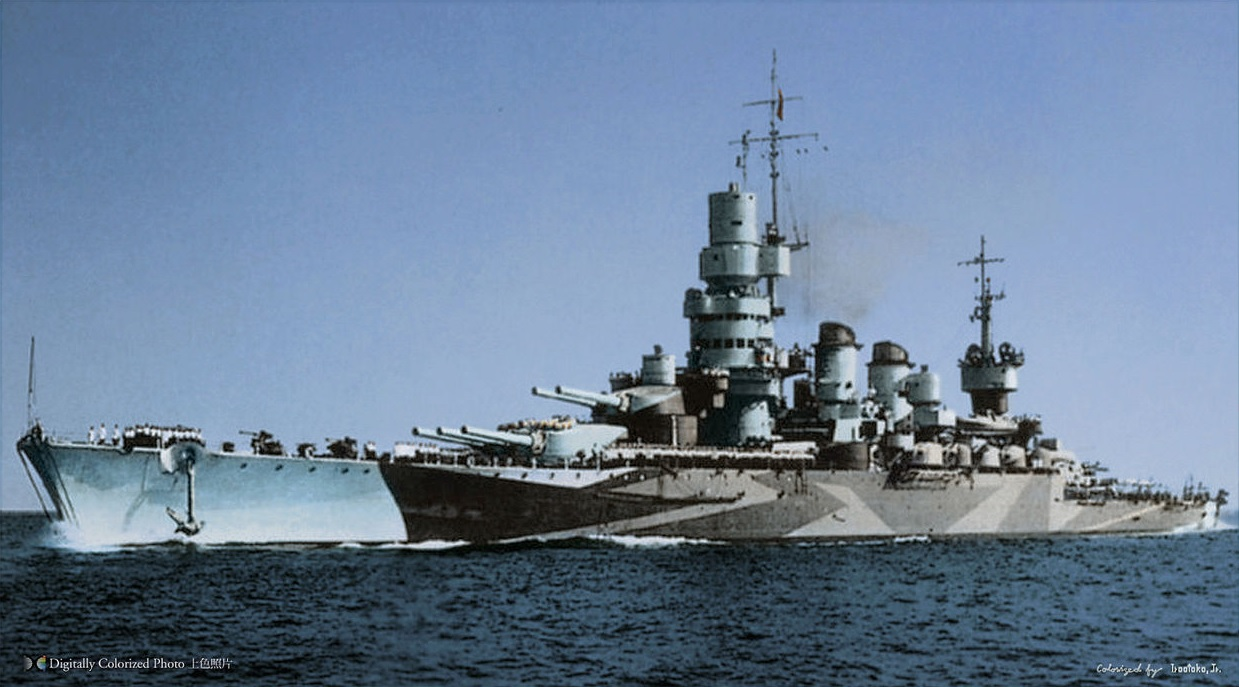
Thiết giáp hạm Duilio

Được thiết kế để đối phó với lớp Bretagne của Pháp, lớp Duilio, bao gồm hai tàu là Andrea Doria và Duilio, là kết quả của những sự cải tiến, nâng cấp đáng kể so với lớp thiết giáp hạm tiền nhiệm là Conte di Cavour. Tương tự như lớp Conte di Cavour, Andrea Doria và Duilio cũng được nâng cấp và hiện đại hóa vào cuối những năm 1930, với nhiều cải tiến nổi bật như loại bỏ một tháp pháo 320 mm ba nòng ở giữa tàu, tăng cường giáp bảo vệ, thay thế hệ thống nồi hơi và động cơ tuabin hơi nước mới, nâng cấp các cụm pháo phụ và tăng chiều dài thân tàu.
Cả hai tàu nhập biên chế vào năm 1916, đóng ở Taranton cùng với phần lớn hạm đội Ý trong suốt Chiến tranh Thế giới thứ nhất, và góp mặt vào sự kiện Corfu vào năm 1923. Việc hiện đại hóa được hoàn thành vào năm 1940, và tại thời điểm đó, nước Ý đã tham gia vào cuộc Chiến tranh Thế giới thứ hai. Duilio bị hư hại trong cuộc không kích của Anh vào Taranto đêm ngày 11/12 tháng 11 năm 1940, trong khi Andrea Doria không có thiệt hại nào. Cả hai tàu tham gia vào trận Sirte lần một, nhưng chỉ có Andrea Doria có cơ hội giao chiến với tàu chiến của Anh. Chúng đều sống sót qua chiến tranh, và là hai thiết giáp hạm duy nhất của Ý được phe Đồng Minh cho phép giữ lại sau khi chiến sự kết thúc. Andrea Doria và Duilio tiếp tục phục vụ trong Hải quân Ý thêm một thập kỷ nữa cho đến khi được loại biên vào cuối những năm 1950, đầu 1960.
| Tên tàu      | Vũ khí chính                            | Giáp           | Trọng tải choán nước      | Động cơ đẩy                                                                          | Hoạt động           | Hoạt động           | Hoạt động              |
| Tên tàu      | Vũ khí chính                            | Giáp           | Trọng tải choán nước      | Động cơ đẩy                                                                          | Đặt lườn            | Nhập biên chế       | Số phận                |
| ------------ | --------------------------------------- | -------------- | ------------------------- | ------------------------------------------------------------------------------------ | ------------------- | ------------------- | ---------------------- |
| Andrea Doria | 13 × (2 × 3, 2 × 2) pháo 305 mm (12 in) | 254 mm (10 in) | 24.729 tấn Anh (25.126 t) | 4 trục chân vịt, 4 động cơ hơi nước, 30.000 shp (22.000 kW), 21 kn (39 km/h; 24 mph) | 24 tháng 3 năm 1912 | 13 tháng 3 năm 1916 | Được bán tháo dỡ, 1961 |
| Duilio       | 13 × (2 × 3, 2 × 2) pháo 305 mm (12 in) | 254 mm (10 in) | 24.715 tấn Anh (25.112 t) | 4 trục chân vịt, 4 động cơ hơi nước, 30.000 shp (22.000 kW), 21 kn (39 km/h; 24 mph) | 24 tháng 2 năm 1912 | 10 tháng 5 năm 1915 | Được bán tháo dỡ, 1957 |

### LớpFrancesco Caracciolo

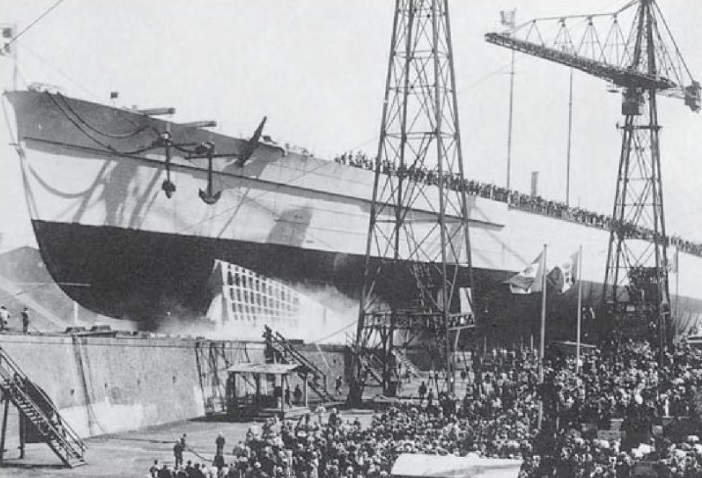
Thiết giáp hạm Francesco Caracciolo trong buổi lễ hạ thủy ở Xưởng Hải quân Hoàng gia, Castellamare di Stabia, ngày 12 tháng 5 năm 1920. Đây là chiếc duy nhất của lớp được hạ thủy, nhưng không được hoàn thành

Thiết kế thiết giáp hạm tiếp theo của Ý - lớp Francesco Caracciolo, đại diện cho một bước tiến lớn về chất lượng. Được thiết kế bởi Chuẩn Đô đốc Edgardo Ferrati, lớp Francesco Caracciolo được kì vọng sẽ có đủ khả năng cạnh tranh với các lớp thiết giáp hạm mới nhất vào thời điểm đó, ví dụ như lớp Queen Elizabeth của Hải quân Hoàng gia Anh. Lớp này được dự tính trang bị tám khẩu pháo 381 mm (15 in) và có tốc đội tối đa là 28 hải lý trên giờ (52 km/h; 32 mph), nhanh hơn nhiều so với bất kỳ thiết kế đương thời nào. Lớp Francesco Caracciolo được đặt hàng vào năm 1914; chiếc đầu tiên của lớp - Francesco Caracciolo, cũng được đặt đóng vào cùng năm đó, và ba chiếc còn lại được đặt đóng trong năm 1915. Sau khi Ý tham gia vào Chiến tranh Thế giới thứ nhất vào tháng 5 năm 1915, quá trình đóng tàu bị chững lại đáng kể do các nguồn lực đã được chuyển cho những yêu cầu cấp bách hơn. Việc đóng chiếc Francesco Caracciolo được dừng hoàn toàn vào tháng 3 năm 1916, và ba chiếc còn lại đã bị hủy đóng không lâu sau khi chiến tranh kết thúc. Năm 1919, Hải quân Ý bắt đầu xem xét việc cải biên hoàn toàn chiếc Francesco Caracciolo thành một hàng không mẫu hạm tương tự chiếc Argus của người Anh hoặc một tàu chở thủy phi cơ, nhưng chi phí quá cao đã khiến hai dự định này không thể thực hiện được. Cuối cùng, Francesco Caracciolo được đem đi tháo dỡ vào năm 1926.
| Tên tàu              | Vũ khí chính              | Giáp                   | Trọng tải choán nước      | Động cơ đẩy                                                                           | Hoạt động            | Hoạt động     | Hoạt động                 |
| Tên tàu              | Vũ khí chính              | Giáp                   | Trọng tải choán nước      | Động cơ đẩy                                                                           | Đặt lườn             | Nhập biên chế | Số phận                   |
| -------------------- | ------------------------- | ---------------------- | ------------------------- | ------------------------------------------------------------------------------------- | -------------------- | ------------- | ------------------------- |
| Francesco Caracciolo | 4 × 2 pháo 381 mm (15 in) | 301.600 mm (11.870 in) | 34.000 tấn Anh (34.546 t) | 4 trục chân vịt, 4 động cơ hơi nước, 105.000 shp (78.000 kW), 28 kn (52 km/h; 32 mph) | 16 tháng 10 năm 1914 | —             | Tháo dỡ, 1926             |
| Cristoforo Colombo   | 4 × 2 pháo 381 mm (15 in) | 301.600 mm (11.870 in) | 34.000 tấn Anh (34.546 t) | 4 trục chân vịt, 4 động cơ hơi nước, 105.000 shp (78.000 kW), 28 kn (52 km/h; 32 mph) | 14 tháng 3 năm 1915  | —             | Hủy đóng và tháo dỡ, 1921 |
| Marcantonio Colonna  | 4 × 2 pháo 381 mm (15 in) | 301.600 mm (11.870 in) | 34.000 tấn Anh (34.546 t) | 4 trục chân vịt, 4 động cơ hơi nước, 105.000 shp (78.000 kW), 28 kn (52 km/h; 32 mph) | 3 tháng 3 năm 1915   | —             | Hủy đóng và tháo dỡ, 1921 |
| Francesco Morosini   | 4 × 2 pháo 381 mm (15 in) | 301.600 mm (11.870 in) | 34.000 tấn Anh (34.546 t) | 4 trục chân vịt, 4 động cơ hơi nước, 105.000 shp (78.000 kW), 28 kn (52 km/h; 32 mph) | 27 tháng 6 năm 1915  | —             | Hủy đóng và tháo dỡ, 1921 |

### LớpLittorio

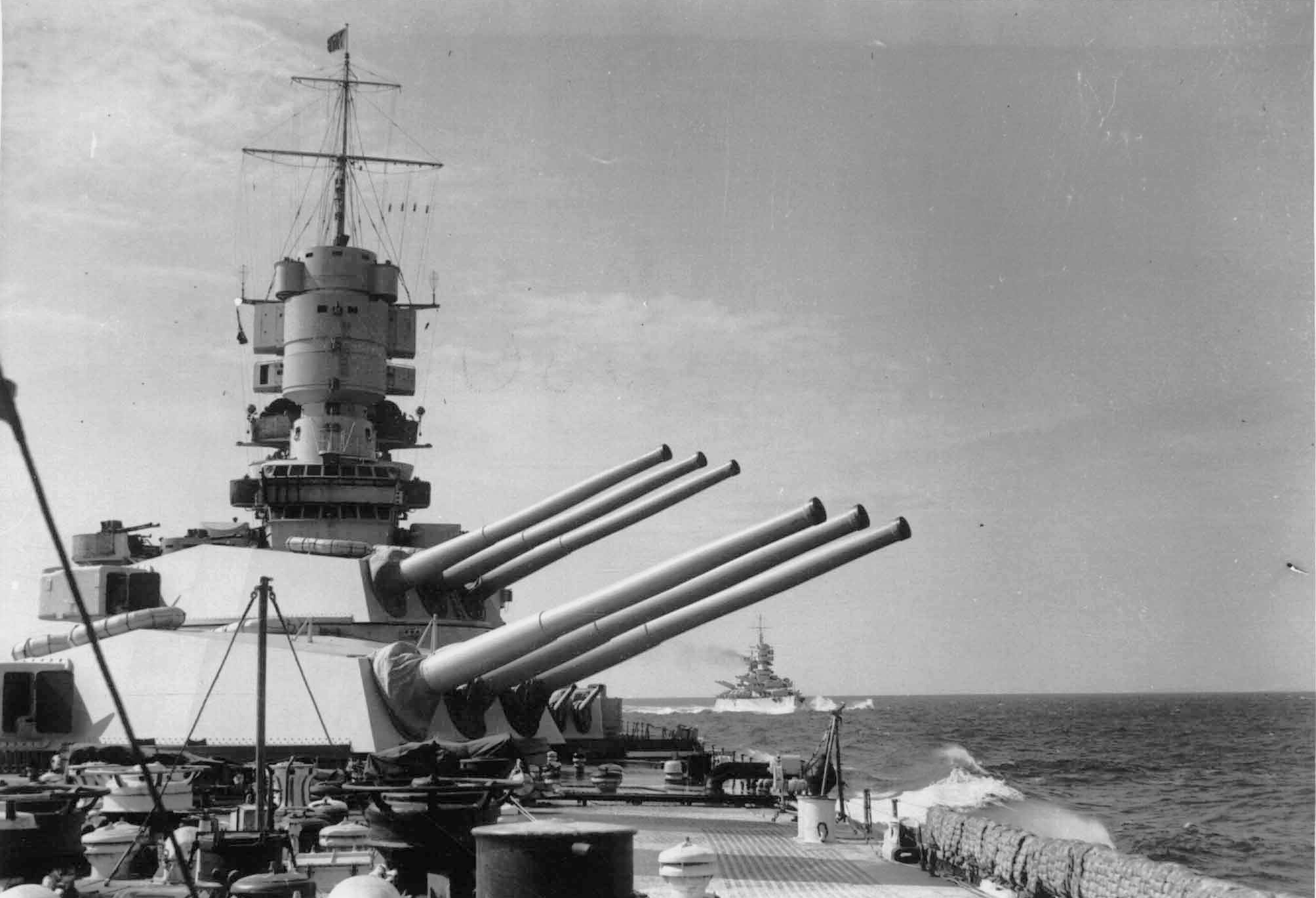
Thiết giáp hạm Vittorio Veneto và Littorio, năm 1940

Là lớp thiết giáp hạm cuối cùng của Hải quân Hoàng gia Ý, lớp Littorio có mức choán nước tiêu chuẩn là 40.000 tấn Anh (41.000 t) và được được hạ thủy sau khi người Ý liên tục vi phạm các điều khoản của Hiệp ước Hải quân Washington năm 1922. Lớp Littorio được trang bị chín khẩu pháo 381 mm L/50 Ansaldo 1934 chia đều ra ba tháp pháo ba nòng, và được lắp đặt Hệ thống đai chống ngư lôi Pugliese - một trong những hệ thống chống ngư lôi hiệu quả nhất trong Chiến tranh Thế giới thứ hai. Cặp đầu tiên của lớp, Littorio và Vittorio Veneto, được đặt lườn vào năm 1934 và hoàn thành vào đầu năm 1940; cặp thứ hai, Roma và Impero, được đặt lườn vào năm 1938, nhưng chỉ có Roma là được hoàn thành vào giữa năm 1942.
Littorio và Vittorio Veneto đã hoạt động tích cực trong những tháng đầu kể từ khi Ý chính thức tham gia Chiến tranh Thế giới thứ hai. Chúng góp phần hình thành lên xương sống của hạm đội chủ lực của người Ý, và tiến hành nhiều chiến dịch đánh chặn các đoàn tàu vận tải của Anh tại Địa Trung Hải, mặc dù không đạt được nhiều thành công nổi bật. Littorio bị trúng ngư lôi trong cuộc không kích của người Anh vào Taranto trong tháng 11 năm 1940, vô hiệu hóa con tàu đến tháng 3 năm 1941. Vittorio Veneto không bị tấn công trong cuộc không kích, và đã tham gia trận đánh ở Mũi Spartivento không lâu sau đó; và trận Mũi Matapan trong tháng 3 năm 1941, nơi Vittorio Veneto bị trúng ngư lôi của máy bay phóng lôi Anh. Vittorio Veneto và Littorio quay trở lại hoạt động vào tháng 8 năm 1941, tham gia vào Trận Sirte lần một và lần hai, và Roma được đưa vào biên chế vào cuối năm 1942 với vai trò soái hạm của Hải quân Hoàng gia Ý. Sau khi Chính phủ Benito Mussolini bị lật đổ vào tháng 7 năm 1943, Littorio được đổi tên thành Italia. Ba thiết giáp hạm Italia, Vittorio Veneto, và Roma, cùng các tàu chiến còn lại của Hải quân Hoàng gia Ý, được lệnh tiến về Malta để bàn giao tàu cho người Anh trước khi tập kết tại Alexandria. Trên đường tới Malta, hạm đội Ý bị máy bay ném bom Đức tấn công bằng bom dẫn đường Fritz X, làm hư hại Italia và đánh chìm Roma. Những tàu chiến còn lại cập bến Malta an toàn và được quân Đồng Minh chiếm giữ. Sau chiến tranh, Italia và Vittorio Veneto được chuyển đến Hoa Kỳ và Anh với vai trò là chiến lợi phẩm. Hai con tàu sau đó được trao trả về Ý và Italia, Vittorio Veneto và Impero lần lượt được tháo dỡ trong giữa năm 1952 và 1954.
| Tên tàu           | Vũ khí chính              | Giáp           | Trọng tải choán nước      | Động cơ đẩy                                                                           | Hoạt động            | Hoạt động           | Hoạt động                                                              |
| Tên tàu           | Vũ khí chính              | Giáp           | Trọng tải choán nước      | Động cơ đẩy                                                                           | Đặt lườn             | Nhập biên chế       | Số phận                                                                |
| ----------------- | ------------------------- | -------------- | ------------------------- | ------------------------------------------------------------------------------------- | -------------------- | ------------------- | ---------------------------------------------------------------------- |
| Littorio / Italia | 3 × 3 pháo 381 mm (15 in) | 11 in (279 mm) | 45.236 tấn Anh (45.962 t) | 4 trục chân vịt, 4 động cơ hơi nước, 128.200 shp (95.600 kW), 30 kn (56 km/h; 35 mph) | 28 tháng 10 năm 1934 | 6 tháng 5 năm 1940  | Bị tháo dỡ ở La Spezia, 1952–1954                                      |
| Vittorio Veneto   | 3 × 3 pháo 381 mm (15 in) | 11 in (279 mm) | 45.029 tấn Anh (45.752 t) | 4 trục chân vịt, 4 động cơ hơi nước, 128.200 shp (95.600 kW), 30 kn (56 km/h; 35 mph) | 28 tháng 10 năm 1934 | 28 tháng 4 năm 1940 | Bị tháo dỡ La Spezia, 1951–1954                                        |
| Roma              | 3 × 3 pháo 381 mm (15 in) | 11 in (279 mm) | 45.485 tấn Anh (46.215 t) | 4 trục chân vịt, 4 động cơ hơi nước, 128.200 shp (95.600 kW), 30 kn (56 km/h; 35 mph) | 18 tháng 9 năm 1938  | 14 tháng 6 năm 1942 | Bị đánh chìm bởi máy bay Đức tại Eo biển Bonifacio. 9 tháng 9 năm 1943 |
| Impero            | 3 × 3 pháo 381 mm (15 in) | 11 in (279 mm) | 45.236 tấn Anh (45.962 t) | 4 trục chân vịt, 4 động cơ hơi nước, 128.200 shp (95.600 kW), 30 kn (56 km/h; 35 mph) | 14 tháng 5 năm 1938  | —                   | Bị tháo dỡ ở Venice, 1948–1950                                         |

### Sách tham khảo
- Beehler, William Henry (1913). The History of the Italian-Turkish War: September 29, 1911, to October 18, 1912. Annapolis: United States Naval Institute. OCLC 1408563.
- Brescia, Maurizio (2012). Mussolini's Navy: A Reference Guide to the Regia Marina 1930–45. Annapolis: Naval Institute Press. ISBN 978-1-59114-544-8.
- Cernuschi, Ernesto & O'Hara, Vincent P. (2010). "Taranto: The Raid and the Aftermath". Trong Jordan, John (biên tập). Warship 2010. London: Conway. tr. 77–95. ISBN 978-1-84486-110-1.
- Fraccaroli, Aldo (1970). Italian Warships of World War I. London: Ian Allan. ISBN 978-0-7110-0105-3.
- Fraccaroli, Aldo (1979). "Italy". Trong Gardiner, Robert (biên tập). Conway's All the World's Fighting Ships 1860–1905. London: Conway Maritime Press. tr. 334–359. ISBN 978-0-85177-133-5.
- Fraccaroli, Aldo (1985). "Italy". Trong Gardiner, Robert & Gray, Randal (biên tập). Conway's All the World's Fighting Ships 1906–1921. Annapolis: Naval Institute Press. tr. 252–290. ISBN 978-0-85177-245-5.
- Garzke, William H. & Dulin, Robert O. (1985). Battleships: Axis and Neutral Battleships in World War II. Annapolis: Naval Institute Press. ISBN 978-0-87021-101-0.
- Giorgerini, Giorgio (1980). "The Cavour & Duilio Class Battleships". Trong Roberts, John (biên tập). Warship IV. London: Conway Maritime Press. tr. 267–279. ISBN 978-0-85177-205-9.
- Goldstein, Erik & Maurer, John H. (1994). The Washington Conference, 1921–22: Naval Rivalry, East Asian Stability and the Road to Pearl Harbor. Hoboken: Taylor and Francis. ISBN 978-0-7146-4559-9.
- Halpern, Paul G. (1995). A Naval History of World War I. Annapolis: Naval Institute Press. ISBN 1-55750-352-4.
- Halpern, Paul G. (2004). The Battle of the Otranto Straits: Controlling the Gateway to the Adriatic in World War I. Bloomington: Indiana University Press. ISBN 978-0-253-34379-6.
- Hocking, Charles (1990). Dictionary of Disasters at Sea During The Age of Steam. London: The London Stamp Exchange. ISBN 978-0-948130-68-7.
- Hore, Peter (2006). The Ironclads. London: Southwater Publishing. ISBN 978-1-84476-299-6.
- McLaughlin, Stephen (2003). Russian & Soviet Battleships. Annapolis: Naval Institute Press. ISBN 978-1-55750-481-4.
- Preston, Antony (1972). Battleships of World War I: An Illustrated Encyclopedia of the Battleships of All Nations 1914–1918. New York: Galahad Books. ISBN 978-0-88365-300-5.
- Preston, Antony (1985). "Great Britain". Trong Gardiner, Robert & Gray, Randal (biên tập). Conway's All the World's Fighting Ships 1906–1921. Annapolis: Naval Institute Press. tr. 1–104. ISBN 978-0-87021-907-8.
- Roberts, John (1980). "Italy". Trong Gardiner, Robert & Chesneau, Roger (biên tập). Conway's All the World's Fighting Ships 1922–1946. Annapolis: Naval Institute Press. tr. 280–317. ISBN 978-0-87021-913-9.
- Stille, Mark (2011). Italian Battleships of World War II. Oxford: Osprey Publishing. ISBN 978-1-84908-831-2.
- Whitley, M. J. (1998). Battleships of World War Two: An International Encyclopedia. Annapolis: Naval Institute Press. ISBN 1-55750-184-X.